# Emerenciana
Emerenciana foi uma mártir romana do século IV. De acordo com sua hagiografia, a mãe de Emerenciana foi uma ama-de-leite e babá de Inês, uma rica herdeira romana que foi martirizada depois recusar um casamento forçado. Emerenciana era uma catecúmena, ainda aprendendo sobre o cristianismo, e não batizada ainda, e acabou se tornando um exemplo da crença de que os mártires são "batizados no sangue", podendo aceder ao paraíso mesmo antes de conseguirem o batismo por infusão.
Uns poucos dias depois da morte de Inês, Emerenciana foi capturada rezando no seu túmulo. Muito triste com a morte de sua melhor amiga, ela também afirmou ser cristã e disse aos seus captores que era irmã de criação de Inês. Foi então humilhada e apedrejada pela multidão.
Santa Emerenciana é celebrada no dia 23 de janeiro. É tradicionalmente representada como uma jovem com pedras no colo e lírios na mão ou sendo apedrejada até a morte por uma multidão. Suas relíquias se encontram na basílica de Sant'Agnese fuori le mura, em Roma. Um altar dedicado a ela com um relevo em mármore de Ercole Ferrata sobre seu martírio está em Sant'Agnese in Agone.